# Arvid Carlsson
Arvid Carlsson (ur. 25 stycznia 1923 w Uppsali, zm. 29 czerwca 2018 w Göteborgu) – szwedzki neurobiolog, laureat Nagrody Nobla w dziedzinie medycyny (2000).

## Życiorys
Urodził się 25 stycznia 1923 w Uppsali. W latach 1944–1959 pracował na Uniwersytecie w Lund, a w latach 1959–1989 był profesorem farmakologii na Uniwersytecie w Göteborgu.
Jego badania przyczyniły się do poszerzenia wiedzy na temat choroby Parkinsona. Wykazał, że osoby cierpiące na tę chorobę mają w mózgu zbyt mało dopaminy – neuroprzekaźnika przenoszącego impulsy elektryczne między komórkami. Zajmował się także innym neuroprzekaźnikiem – serotoniną. Na podstawie prac Carlssona opracowano wiele środków antydepresyjnych, m.in. prozac.
W latach 70. otrzymał Nagrodę Anna-Monika I klasy. W 1994 został wyróżniony Nagrodą Japońską, a w 2000 Nagrodą Nobla w dziedzinie medycyny (razem z Paulem Greengardem i Erikiem Kandelem) – za przełomowe w neurobiologii poznanie na poziomie molekularnym mechanizmów funkcjonowania mózgu.
Zmarł 29 czerwca 2018  w Göteborgu.

## Życie prywatne
Żonaty, miał pięcioro dzieci.  